# Hillerød Kirke
Hillerød Kirke ligger på Østergade i Hillerød.

## Historie
Kirkens arkitekter var Jørgen Groth og Max Brüel A/S (ved ombygningen til kirke i 1987).

## Kirkebygningen
Tekst mangler, hjælp os med at skrive teksten

## Eksterne kilder og henvisninger
- Hillerød Kirke hos KortTilKirken.dk
- Hillerød Kirke hos danmarkskirker.natmus.dk (Danmarks Kirker, Nationalmuseet)